# Отверженные (фильм, 1913)
«Отве́рженные» (фр. Les misérables) — немой четырёхсерийный кинофильм по одноимённому роману Виктора Гюго. Фильм с успехом шёл в России.

## Список серий
1-я серия. «Жан Вальжан»/Jean Valjean. 3 января 1913 года. (800 метров)
За незначительное преступление и постоянные побеги Жана Вальжана заключают в тюрьму на много лет. Он всю свою жизнь проводит с мстительным и непримиримым служителем закона Жавером. 
2-я серия. «Фантина»/Fantine. 10 января 1913 года. (780 метров)
Жана Вальжана, освободившегося из тюрьмы, постоянно преследует Жавер. 
3-я серия. «Козетта»/Cosette. 17 января 1913 года. (745 метров) 
4-я серия. «Козетта и Мариус»/Cosette et Marius. 24 января 1913 года. (1080 метров)

## Критика
В этом же году [1913] «Общество драматургов и писателей» (ССАЖЛ), выпустив «Отверженных», добилось всеобщего признания и утвердило несколько иные принципы постановки фильмов.
В конце 1912 года он [Капеллани] закончил «Отверженных» по В. Гюго в четырёх сериях. Фильм достигал 5000 метров и шел четыре часа. «Отверженные» стали триумфом и высшим достижением ССАЖЛ. За несколько месяцев было продано 600 000 метров копий фильма. Эта картина ещё больше, чем «Чудо» и «Королева Елизавета», содействовала быстрой эволюции жанра киносценариев. 1912 год был переломным годом, окончательно закрепившим победу многометражных фильмов. «Отверженные» пользовались большим успехом во всем мире, и особенно в Соединенных Штатах. Коммерческий успех этой картины показал, как выгодны инсценировки знаменитых сюжетов.
В середине 1912 года Капеллани и Кинематографическое общество достигли вершины своей славы постановкой «Отверженных». Фильм этот состоял из четырёх серий и девяти частей. В нём было свыше пяти тысяч метров, и он шел в течение пяти часов. Если верить рекламе, то он стоил около двухсот тысяч франков. Успех был громадный. С 1912 г. Патэ не переставал выпускать новые версии романа Гюго. Ему подражала Америка, где этот фильм произвел фурор. Серии «Отверженных» демонстрировались каждая в отдельности. Но некоторые кинематографы объединяли их и заполняли ими программу целого вечера.
Но ещё большим успехом как режиссёра Капеллани, так и всей французской кинематографии, стала экранизация романа Виктора Гюго «Отверженные». Гений Гюго явился миллионам людей, для которых недоступны были театральные залы, и благодаря кино эти люди получили возможность общаться с настоящим искусством. И, хотя Капеллани и его работодатели старались по мере возможности избегать слишком острых социальных проблем, все же следует признать, что на фоне тогдашней французской продукции эти экранизации были ценными прогрессивными произведениями. Идеи великих писателей сохранились, а стремление верно передать атмосферу действия (натура, декорации, костюмы, грим) сообщало фильмам Капеллани реалистичное звучание.